# The Singing Loins
Les Singing Loins sont un groupe musical britannique.
Ils débutèrent durant les fêtes de Noël de 1990 à Chatham dans le Medway britannique. Après avoir fait partie de quelques formations depuis environ dix ans, le chanteur et guitariste Chris Broderick forma d'abord un duo acoustique avec le bassiste irlandais Arfur Allen. Leur première composition commune fut Hauling in the Slack qui en entraina de nombreuses autres derrière elle. Ils commencèrent alors à jouer leur espèce de punk folk dans des pubs et des boîtes de nuit.
Parallèlement, Chris écrivait des poèmes que Billy Childish publia sur son label, Hangman Records. La lecture de ces textes le poussa à produire le premier album des Singing Loins. Douze chansons furent enregistrés en un seul après-midi, le 20 juin 1990, dans la maison de Billy. D'autres enregistrements se firent dans les mêmes conditions.

## Discographie

### Albums
- Songs for the Organ (1991)
- Steak and Gravy (1993)
- At the Bridge avec Billy Childish (1993)
- Penny Plain:Tuppence Coloured  (1994)
- Clever Clogs & Big Head  (1996)
- The Complete and Utter Singing Loins (2004)
- Songs to Hear Before You Die (2005)
- The Drowned Man Resuscitator (2007)
- "Unravelling England" (2009)
- "Stuff" (2011)

### Lives, Compilations et Singles
- “Hauling In The Slack”/”The Card Game”/”Poteen” (1992)
- Alive in Dunkerque (Live at “Le Dyck”) (1993)
- “The Ghost Of Old Rose”/”Blind Ol’ Kate” (1995)
- “The Man With Eyes Like Little Fishes”/”Stupid Song” avec Billy Childish (1995)
- The Smoking Dog Presents... An Evening of  Medway Blues (Live compilation) (2005)
- "A Damaged Christmas For You" (2009)
- "Please Take My Scissors Away" / "Everywhere" (2009)
- "House In The Woods" / "Ain't The World A Lovely Place" (2011)